# Liste des plus grands carnivores terrestres
La liste suivante contient les plus grands membres terrestres de l'ordre des Carnivores, classés en fonction de leur masse maximale.

## Liste
| Rang | Nom commun          | Nom scientifique                  | Famille    | Illustration | Masse moyenne (kg)         | Masse maximale (kg)                        | Longueur moyenne (m)       | Longueur maximale (m) | Hauteur au garot (m) | Zone géographique d'origine       |
| ---- | ------------------- | --------------------------------- | ---------- | ------------ | -------------------------- | ------------------------------------------ | -------------------------- | --------------------- | -------------------- | --------------------------------- |
| 1    | Ours blanc          | Ursus maritimus                   | Ursidae    |              | 360-700                    | 1002                                       | 2.5 - 3.0                  | 3.4                   | 1.60                 | Amérique du Nord, Eurasie         |
| 2    | Ours brun           | Ursus arctos                      | Ursidae    |              | 270-635                    | 751 (à l'état sauvage ; possiblement plus) | 1.5 - 3.0                  | 3.4                   | 1.53                 | Amérique du Nord, Eurasie         |
| 3    | Ligre               | (Panthera leo x Panthera tigris). | Felidae    |              | 320-550                    | 550                                        | 3 - 3.6                    | 3.6                   |                      | N/A                               |
| 4    | Ours noir           | Ursus americanus                  | Ursidae    |              | 159-226                    | 409-500                                    | 1.4 - 2.0                  | 2.41                  | 1.10                 | Amérique du Nord                  |
| 5    | Tigre               | Panthera tigris                   | Felidae    |              | 227-300                    | 388.78 (disputé),                          | 2.5 - 3.9                  | 4.17                  | 1.32                 | Asie                              |
| 6    | Lion                | Panthera leo                      | Felidae    |              | 190-272                    | 375 (à l'état sauvage,, disputé)           | 2.5 - 3.3                  | 3.9                   | 1.4                  | Afrique, Asie.                    |
| 7    | Ours à lunettes     | Tremarctos ornatus                | Ursidae    |              | 100-190                    | 220                                        | 1.2 - 1.9                  | 2.0                   | 1.0                  | Amérique du Sud                   |
| 8    | Ours noir d'Asie    | Ursus thibetanus                  | Ursidae    |              | 90-190                     | 200                                        | 1.3 - 1.9                  | 2.0                   | 1.10                 | Asie                              |
| 9    | Ours lippu          | Melursus ursinus                  | Ursidae    |              | 90-140                     | 192                                        | 1.2 - 1.9                  | 2.0                   | 0.90                 | Asie                              |
| 10   | Jaguar              | Panthera onca                     | Felidae    |              | 100-125                    | 160,                                       | 1.6 - 2.5                  | 2.8                   | 0.90                 | Amérique du Nord, Amérique du Sud |
| 11   | Panda géant         | Ailuropoda melanoleuca            | Ursidae    |              | 85-120                     | 160                                        | 1.5 - 1.9                  | 2.0                   | 1.0                  | Asie                              |
| 12   | Puma                | Puma concolor                     | Felidae    |              | 53.1–71[réf. nécessaire]   | 105.2 (Vérifié) 125.2 (Supposé)            | 1.5 - 2.4                  | 2.8                   | 0.53 - 0.88          | Amériques                         |
| 13   | Léopard             | Panthera pardus                   | Felidae    |              | 30–65.8                    | 108                                        | 1.6 - 2.3                  | 2.75,                 | 0.44 - 0.78          | Afrique, Europe et Asie           |
| 14   | Loup commun         | Canis lupus                       | Canidae    |              | 14–65                      | 79 86 103                                  | 1.4 - 1.90                 | 2.13- 2.5             | 0.97                 | Amérique du Nord et Eurasie       |
| 15   | Hyène tachetée      | Crocuta crocuta                   | Hyaenidae  |              | 44.5–63.9                  | 81.7-90                                    | 0.95 - 1.6                 | 1.3                   | 0.75                 | Afrique                           |
| 16   | Hyène brune         | Parahyaena brunnea                | Hyaenidae  |              | 37.7–40.2                  | 72.6                                       | 1.44                       | 1.70                  | 0.70 - 0.88          | Afrique                           |
| 17   | Guépard             | Acinonyx jubatus                  | Felidae    |              | 36.7–54.1,                 | 69                                         | 1.5 - 2.3                  | 2.5,                  | 0.77 - 0.94          | Afrique, Asie                     |
| 18   | Ours malais         | Helarctos malayanus               | Ursidae    |              | 25-65,                     | 68.3                                       | 1.0 - 1.40                 | 1.50                  | 0.70                 | Asie                              |
| 19   | Hyène rayée         | Hyaena hyaena                     | Hyaenidae  |              | 26-41                      | 55                                         | 0.85 - 1.30                | 1.50                  | 0.60 - 0.80          | Afrique, Asie                     |
| 20   | Panthère des neiges | Panthera uncia                    | Felidae    |              | 42                         | 53.8                                       | 1.6 - 2.1                  | 2.5,                  | 0.60 - 0.66          | Asie                              |
| 21   | Loup rouge          | Canis rufus                       | Canidae    |              | 23-39                      | 40                                         | 1.2 - 1.65                 | 1.7                   | 0.80                 | Amérique du Nord                  |
| 22   | Lynx boréal         | Lynx lynx                         | Felidae    |              | 17.4–21.7[réf. nécessaire] | 38                                         | 0.80 - 1.3                 | 1.5,                  | 0.60 - 0.71          | Asie, Europe                      |
| 23   | Loup de l'Est       | Canis lycaon                      | Canidae    |              | 23-30                      | 36.7                                       | 0.91-1.65[réf. nécessaire] | 1.8                   | 0.70                 | Amérique du Nord                  |
| 24   | Loup à crinière     | Chrysocyon brachyurus             | Canidae    |              | 20-30                      | 36                                         | 1.5 - 1.8 ,                | 1.9                   | 0.90                 | Amérique du Sud                   |
| 25   | Lycaon              | Lycaon pictus                     | Canidae    |              | 20-30                      | 36                                         | 1.10 - 1.40                | 1.5                   | 0.75                 | Afrique                           |
| 26   | Coyote              | Canis latrans                     | Canidae    |              | 8-20                       | 33.91                                      | 1.0 - 1.3                  | 1.5                   | 0.70                 | Amérique du Nord                  |
| 27   | Glouton             | Gulo gulo                         | Mustelidae |              | 7-27,5                     | 32,                                        | 0.65 - 1.09                | 1.10                  | 0.36 - 0.45          | Amérique du Nord, Eurasie         |
| 28   | Blaireau européen   | Meles meles                       | Mustelidae |              | 6–7.95                     | 27.2                                       | 1.10                       | 0.25 - 0.30           |                      | Eurasie                           |
| 29   | Lynx roux           | Lynx rufus                        | Felidae    |              | 6.4–18.3                   | 22.2 (Vérifié) 27 (Supposé)                | 0.475 - 1.25               | 1.30                  | 0.30 - 0.60          | Amérique du Nord                  |
| 30   | Panthère nébuleuse  | Neofelis nebulosa(diardi)?        | Felidae    |              | 16–23                      | 26                                         | 1.2 - 1.6                  | 1.9                   | 0.46 - 0.56          | Asie                              |
| 31   | Dhole               | Cuon alpinus                      | Canidae    |              | 10-21                      | 25                                         | 0.9 - 1.3                  | 1.45                  | 0.56                 | Asie                              |
| 32   | Loup d'Abyssinie    | Canis simensis                    | Canidae    |              | 11-19                      | 20                                         | 1.1 - 1.4                  | 1.45 ,                | 0.62                 | Afrique                           |
| 33   | Lynx du Canada      | Lynx canadensis                   | Felidae    |              | 5-17                       | 20                                         | 0.73 - 1.07                | 1.20                  | 0.48 - 0.56          | Amérique du Nord                  |